# Ronde van Oman 2017
De 8e editie van de wielerwedstrijd Ronde van Oman vond plaats in 2017 van 14 tot en met 19 februari. De start was bij het strand van Al Sawadi, de finish bij Matrah. De ronde maakte deel uit van de UCI Asia Tour 2017, in de categorie 2.HC. In 2016 won de Italiaan Vincenzo Nibali. Deze editie werd gewonnen door de Belg Ben Hermans.

## Eindklassementen
| Plaats    | Naam              | Ploeg             | Tijd      |
| --------- | ----------------- | ----------------- | --------- |
| Rode trui | Ben Hermans       | BMC Racing Team   | 20u56'20" |
| 2         | Rui Costa         | UAE Abu Dhabi     | + 22"     |
| 3         | Fabio Aru         | Astana Pro Team   | + 35"     |
| 4         | Merhawi Kudus     | Dimension Data    | + 58"     |
| 5         | Tsgabu Grmay      | Bahrein-Merida    | + 1'12"   |
| 6         | Romain Bardet     | AG2R La Mondiale  | + 1'17"   |
| 7         | Mathias Frank     | AG2R La Mondiale  | + 1'19"   |
| 8         | Lachlan Morton    | Dimension Data    | + 1'21"   |
| 9         | Giovanni Visconti | Bahrein-Merida    | + 1'33"   |
| 10        | Nathan Haas       | Dimension Data    | + 1'38"   |
| 11        | David de la Cruz  | Quick-Step Floors | + 1'40"   |
| 12        | Janier Acevedo    | Unitedhealthcare  | + 1'48"   |
| 13        | Laurens De Plus   | Quick-Step Floors | + 2'02"   |
| 14        | Søren Andersen    | Team Sunweb       | + 2'02"   |
| 15        | Daniel Pearson    | Aqua Blue Sport   | + 2'18"   |
| 16        | Delio Fernández   | Delko Marseille   | + 2'21"   |
| 17        | Jakob Fuglsang    | Astana Pro Team   | + 2'27"   |
| 18        | Lachlan Norris    | Unitedhealthcare  | + 2'34"   |
| 19        | Guillaume Martin  | Wanty-Gobert      | + 2'58"   |
| 20        | Aleksej Loetsenko | Astana Pro Team   | + 3'10"   |
|           |                   |                   |           |
| 48        | Mike Teunissen    | Team Sunweb       | + 15'22"  |

| Plaats      | Naam               | Ploeg           | Punten |
| ----------- | ------------------ | --------------- | ------ |
| Groene trui | Alexander Kristoff | Team Katjoesja  | 47     |
| 2           | Ben Hermans        | BMC Racing Team | 42     |
| 3           | Rui Costa          | UAE Abu Dhabi   | 33     |
|             |                    |                 |        |
| 28          | Ramon Sinkeldam    | Team Sunweb     | 5      |

| Plaats     | Naam            | Ploeg             | Tijd      |
| ---------- | --------------- | ----------------- | --------- |
| Witte trui | Merhawi Kudus   | Dimension Data    | 20u57'18" |
| 2          | Lachlan Morton  | Dimension Data    | + 0'23"   |
| 3          | Laurens De Plus | Quick-Step Floors | + 1'04"   |
|            |                 |                   |           |
| 14         | Mike Teunissen  | Team Sunweb       | + 14'24"  |

| Plaats | Ploeg             | Tijd      |
| ------ | ----------------- | --------- |
|        | Dimension Data    | 62u52'46" |
| 2      | AG2R La Mondiale  | + 2'12"   |
| 3      | Astana Pro Team   | + 2'20"   |
|        |                   |           |
| 6      | Quick-Step Floors | + 9'02"   |

| Plaats | Naam          | Ploeg                       | Punten |
| ------ | ------------- | --------------------------- | ------ |
| 1      | Aimé De Gendt | Topsport Vlaanderen-Baloise |        |
| 2      |               |                             |        |
| 3      |               |                             |        |

## Klassementenverloop
| Etappe       | Winnaar            | Algemeen klassement · | Puntenklassement · | Jongerenklassement · | Ploegenklassement · | Strijdlust ·   |
| ------------ | ------------------ | --------------------- | ------------------ | -------------------- | ------------------- | -------------- |
| 1            | Alexander Kristoff | Alexander Kristoff    | Alexander Kristoff | Aimé De Gendt        | UAE Abu Dhabi       | Aimé De Gendt  |
| 2            | Ben Hermans        | Ben Hermans           | Alexander Kristoff | Merhawi Kudus        | Dimension Data      | Mark Christian |
| 3            | Søren Andersen     | Ben Hermans           | Ben Hermans        | Merhawi Kudus        | Dimension Data      | Mark Christian |
| 4            | Alexander Kristoff | Ben Hermans           | Alexander Kristoff | Merhawi Kudus        | Dimension Data      | Stefan Denifl  |
| 5            | Ben Hermans        | Ben Hermans           | Ben Hermans        | Merhawi Kudus        | Dimension Data      | Mark Christian |
| 6            | Alexander Kristoff | Ben Hermans           | Alexander Kristoff | Merhawi Kudus        | Dimension Data      | Aimé De Gendt  |
| 0Eindstanden | 0Eindstanden       | Ben Hermans           | Alexander Kristoff | Merhawi Kudus        | Dimension Data      | Aimé De Gendt  |

2010 · 2011 · 2012 · 2013 · 2014 · 2015 · 2016 · 2017 · 2018 · 2019 · 2020-2021 · 2022 · 2023 · 2024 · 2025
 Ronde van Hainan · 
 Japan Cup · 
 Ronde van Sharjah · 
 Ronde van het Taihu-meer · 
 Ronde van Fuzhou · 
 Ronde van Dubai · 
 Ronde van Oman · 
 Ronde van Langkawi · 
 Ronde van Taiwan · 
 Ronde van Iran · 
 Ronde van Japan · 
 Ronde van Korea · 
 Ronde van het Qinghaimeer · 
 Ronde van China I · 
 Ronde van China II · 
 Ronde van Almaty